# Arnošt Gottlieb
Arnošt Gottlieb (německy Ernst Gottlieb 18. března 1893 Brno – 10. dubna 1980 São Paulo) byl česko-židovský obchodník a tenista. jeden z vůbec nejúspěšnějších tenisových hráčů období prvorepublikového Československa. Mj. se soutěžil v mužské čtyřhře na Letních olympijských hrách 1924 v Paříži.

## Životopis

### Mládí
Narodil se v německy mluvící židovské rodině v Brně jako Ernst Gottlieb. Jeho otec Ignaz Gottlieb byl spolumajitelem brněnské továrny na kuchyňské smaltované nádobí Gottlieb und Brauchbar. Studoval na obchodní akademii a potom na Vysoké škole textilní v britském Leedsu. Od pobytu ve Spojeném království se začal věnovat veslování a tenisu.
Povinnou vojenskou službu vykonal v Brně u 6. dělostřeleckého pluku rakousko-uherské armády. Po začátku první světové války byl v srpnu 1914 byl mobilizován. Absolvoval důstojnický kurz a násedně sloužil na východní frontě. V létě 1917 byl raněn a zajat, posléze pak vstoupil do v Rusku zformovaných československých legií. V jednotkách legií absolvoval tzv. Sibiřskou anabázi a obsazení oblasti Transsibiřské magistály, aby bylo možné vrátit se do nově vzniklého Československa lodní cestou přes přístav ve Vladivostoku. Poté se vrátil do rodného Brna, kde pak pracoval v gumárenském podniku jako nákupčí.

### Tenisová kariéra
Byl registrovaným hráčem německého Lawn Tennis Clubu v Brně, účastnil se především čtyřher. Spolu s Friedrichem Rohrerem se stal v roce 1924 vicemistrem Československa ve čtyřhře. Oba hráči reprezentovali Československo na Letních olympijských hrách 1924 v Paříži. O rok později, v roce 1925, se stal tenisovým mistrem ČSR. V roce 1926 vyhráli s Rohrerem mistrovství Rakouska ve čtyřhře. V roce 1927 Gottlieb reprezentoval Československo na Davisově poháru. Ve stejném roce se spolu s Janem Koželuhem stal mistrem ČSR ve čtyřhře a rovněž mistrem ve smíšené čtyřhře společně s Jozefínou Lobkovicovou. Byl také vášnivým veslařem a byl členem Německého veslařského klubu v Brně.

### Emigrace
Po vypuknutí druhé světové války v roce 1939 emigroval do Francie, kde doufal, že se připojí k exilovým československým ozbrojeným silám. Do jejich řad však nebyl přijat, rozhodl se tak přestěhovat do Brazílie, kde žil jeho bratr. Usadil se v São Paulu, kde pracoval jako obchodník.
Zemřel 10. dubna 1980 v São Paulu.